# Marosborgó
Marosborgó (románul: Mureșenii Bârgăului) település Romániában, Erdélyben, Beszterce-Naszód megyében.

## Fekvése
Besztercétől északkeletre, Borgótihától keletre fekvő település.

## Története
Marosborgó vagy Borgó nevét 1835-ben említette először oklevél Marosenii néven. 1854-ben Borgó Maroseny, Muresenii Bărgăului, 1861-ben Borgó-Marosény, 1913-ban Marosborgó néven írták. A trianoni békeszerződés előtt Beszterce-Naszód vármegye Jádi járásához tartozott. 1910-ben 1175 lakosából 14 magyar, 67 német, 1041 román, 52 cigány volt. Ebből 1017 görögkatolikus, 75 görögkeleti ortodox és 70 izraelita volt.